# Клуб задовољних жена: Друго поглавље
Клуб задовољних жена: Друго поглавље (енгл. Book Club: The Next Chapter) је америчка романтична комедија из 2023. године у режији Била Холдермана. Оскаровке Дајана Китон, Џејн Фонда, Кендис Берген и Мери Стинберџен глуме четири пријатељице које одлазе на пут у Италију. Наставак је филма Клуб задовољних жена из 2018. године.
Приказан је 12. маја 2023. године у САД, односно 11. маја у Србији. За разлику од првог филма, Paramount Pictures није био укључен у продукцију.

## Радња
Прати четири најбоље пријатељице које одлазе у Италију на забавно женско путовање које никада нису имале. Када неке ствари добију неочекивани обрт и тајне се открију, њихов опуштајући одмор се претвара у крос-кантри авантру која се дешава једном у животу.

## Улоге
| Глумац          | Улога   |
| --------------- | ------- |
| Дајана Китон    | Дајана  |
| Џејн Фонда      | Вивијан |
| Кендис Берген   | Шерон   |
| Мери Стинберџен | Керол   |
| Енди Гарсија    | Мичел   |
| Дон Џонсон      | Артур   |
| Крејг Т. Нелсон | Брус    |